# 48
Glej tudi: število 48
48 (XLVIII) je bilo prestopno leto, ki se je po julijanskem koledarju začelo na ponedeljek.

## Dogodki
- 1. januar

## Rojstva
- -Plutarh, grško-rimski zgodovinar in filozof († okoli 127)